# مهد (کهگیلویه)
مهد (کهگیلویه)، روستایی از توابع بخش مرکزی شهرستان کهگیلویه در استان کهگیلویه و بویراحمد ایران است.

## جمعیت
این روستا در دهستان دهدشت شرقی قرار دارد و براساس سرشماری مرکز آمار ایران در سال 1395، جمعیت آن 240 نفر (40خانوار) بوده‌است.